# Clitoria mexicana
Clitoria mexicana är en ärtväxtart som beskrevs av Heinrich Friedrich Link. Clitoria mexicana ingår i släktet Clitoria, och familjen ärtväxter. Inga underarter finns listade i Catalogue of Life.